# 謝里登鎮區 (密歇根州休倫縣)
謝里登鎮區（英語：Sheridan Township）是位於美國密歇根州休倫縣的一個行政鎮區。

## 地方資料
謝里登鎮區的面積為93.70平方千米，當中陸地面積為93.70平方千米，而水域面積為0.00平方千米。根據2020年美國人口普查的數據，當地共有人口627人，而人口密度為每平方千米6.69人。